# 基斯堡 (喬治亞州)
基斯堡（英語：Keithsburg）是位於美國喬治亞州切羅基縣的一個非建制地區。該地的面積和人口皆未知。

## 地理
基斯堡的座標為34°16′28″N 84°27′06″W / 34.27444°N 84.45167°W，而該地的平均海拔高度為316米（即1037英尺）。